# Ksenija Pajić
Ksenija Pajić (Rijeka, 30. lipnja 1961.), hrvatska filmska, televizijska i kazališna glumica.

## Životopis

### Počeci
Rođena je u Rijeci, gdje je završila osnovnu i srednju školu. Diplomirala je na Akademiji dramskih umjetnosti u Zagrebu 1984. godine. Nakon diplomiranja provela je dvije sezone angažirana u Teatru u gostima gdje je igrala glavne uloge. Još kao studentica počela je raditi na Dubrovačkim ljetnim igrama te je sudjelovala u predstavama “Hamlet” i “Hekuba”, a odmah nakon što je diplomirala, završila je u Teatru u gostima. Relja Bašić ju je primijetio dok je branila diplomsku radnju te je zahvaljujući njemu počela raditi s glumcima kao što su Ana Karić, Boris Buzančić, Vanja Drach... Godine 1986. primljena je u stalni angažman Dramskog kazališta Gavella. Ostvarila je veliki broj zapaženih uloga u kazalištu, na filmu i na televiziji.

### Karijera
Proslavila ju je uloga Nine, žene Crnog Džeka, kojeg je tumačio Slavko Brankov, u seriji za djecu i mlade "Smogovci". 2004. godine dobiva ulogu bogatašice Ane Jurak u prvoj hrvatskoj telenoveli "Villa Maria". Nastupa u sve tri nadolazeće AVA-ine telenovele. U "Ljubav u zaleđu" tumačila je vlasnicu trač časopisa "Stars" Kseniju Fisher, a u "Običnim ljudima" tumači lik Tamare, najbolje prijateljice glavne junakinje Vanje (Vanessa Radman). U toj seriji Ksenijin lik se borio s leukemijom. Nakon gostujućih uloga u humorističnim serijama "Zauvijek susjedi" i "Bitange i princeze", 2007. vraća se na male ekrane u povijesnoj telenoveli "Ponos Ratkajevih". U 2009. godini, gostovala je u humorističnoj seriji "Luda kuća", te je utjelovila lik oštre doktorice Karmen u telenoveli "Sve će biti dobro". Godine 1986. godine primljena je u stalni angažman Dramskog kazališta "Gavella" 

### Nagrade
- Nagrada udruženja dramskih umjetnika: Važno je zvati se Ernest - uloga Gvandolen Fairfax.
- Nagrada na Danima satire.
- Film - glavna nagrada za ulogu u filmu Oficir s ružom na međunarodnom festivalu u Valenciji.

## Filmografija

### Televizijske uloge
- "Dosije" (1986.)
- "Putovanje u Vučjak" (1986.)
- "Smogovci" kao Nina (1986. – 1997.)
- "Tuđinac" (1990.)
- "Novo doba" kao Linda Čizmić (2002.)
- "Villa Maria" kao Ana Jurak (2004. – 2005.)
- "Ljubav u zaleđu" kao Ksenija Fisher (2005. – 2006.)
- "Obični ljudi" kao Tamara Tomić Nikolić (2006. – 2007.)
- "Urota" kao ministrica vanjskih poslova (2006. – 2007.)
- "Bitange i princeze" kao klijentica BUG-a (2007.)
- "Zauvijek susjedi" kao Maša (2007.)
- "Ponos Ratkajevih" kao Dagmar Cohen/Jelena Kralj (2007. – 2008.)
- "Sve će biti dobro" kao Karmen (2008. – 2009.)
- "Luda kuća" kao Jane Zdunich (2009. – 2010.)
- "Dnevnik plavuše" kao Jasna (2010.)
- "Najbolje godine" kao Suzana Gajs (2010. – 2011.)
- "Loza" kao Magda Gamulin (2011. – 2012.)
- "Tajne" kao Brigita Franić (2013. – 2014.)
- "Vatre ivanjske" kao Elena Župan Magdić (2014. – 2015.)
- "Crno-bijeli svijet" kao Nada (2015.)
- "Novine" kao Julijana Tomašević (2016. – 2017.)
- "Nemoj nikome reći" kao Nevenka (2017.)
- "Čista ljubav" kao Edita Leskovar (2017. – 2018.)
- "Na granici" kao Vinka (2018.)
- "Ko te šiša" kao bajkerica Sanela (2019.)
- "Minus i plus" kao Emilija (2019.)
- "Dar mar" kao Božena Bajić (2020. – 2021.)
- "Mrkomir Prvi" kao Gujoslava (2023.)
- “Odmori se, zaslužio si” kao Gita, pomoćnica načelnika
- "U dobru i zlu" kao Divna Srića (2024. – danas)

### Filmske uloge
- "Za sreću je potrebno troje" kao Jagoda (1985.)
- "To nije moj život, to je samo privremeno" kao Nina (1985.)
- "Kako preživjeti do prvog" kao Mirjana (1986.)
- "Trgovci i ljubavnici" kao Renata Puškec (1986.)
- "Oficir s ružom" kao Matilda Ivančić (1987.)
- "Bez trećeg" (1988.)
- "Život sa stricem" kao Veronika (1988.)
- "Uvijek spremne žene" kao Daša (1988.)
- "Glembajevi" (1988.)
- "Diploma za smrt" (1989.)
- "Hamburg Altona" (1989.)
- "Orao" (1990.)
- "Sokak triju ruža" (1992.)
- "Baka Bijela" kao kolegica u uredu (1992.)
- "Kontesa Dora" kao Steffi Graf (1993.)
- "Zlatne godine" kao Marija Petraš (1993.)
- "Svaki put kad se rastajemo" kao Melita (1994.)
- "Prepoznavanje" kao doktorica (1996.)
- "Djed i baka se rastaju" kao Višnja (1996.)
- "Rusko meso" (1997.)
- "Kad mrtvi zapjevaju" kao Stana (1998.)
- "Garcia" (1999.)
- "Maršal" kao Danica Skulić (1999.)
- "Crna kronika ili dan žena" (2000.)
- "Potonulo groblje" (2002.)
- "Ledina" kao Ksenija (2003.)
- "Infekcija" kao Karlova žena (2003.)
- "Dva igrača s klupe" kao Mira Vidušić (2005.)
- "Majka asfalta" kao gospođa iz centra (2010.)
- "Duh babe Ilonke" kao Emičina mama (2011.)
- "Ljudožder vegetarijanac" kao dr. Domljan (2012.)
- "Šuti" kao Jelena (2013.)
- "Sve najbolje" kao Mirjana (2016.)

### Kazališne uloge
- "Posljednja karika"
- "Shirley Valentine" kao Shirley Valentine[2]
- "Ribarske svađe" kao Lucijeta
- "Mizantrop"
- "Ah, Nora, Nora" kao Nora Helmer (1999.)
- "Mjesec dana na selu" kao Lizaveta Bogdanova (1998.)
- "Velika magija"
- "Višnjik"
- "Zapadno pristanište" kao Monique Pons (1998.)
- "Dundo Maroje" kao Petrunjela (1995.)
- "Važno je zvati se Ernest" kao Gvandolen Fairfax (1993.)
- "Očajno smiješno"
- "Maske na paragrafima"
- "Viktor ili dan mladosti" (1988.)
- "Leda" (1987.)
- "Kad mačke odu", J. Mortimer & B. Cooke r: Relja Bašić (1986.)

- "Sanj Ivanjske noći" (2007. – 2012.)
- "Prolazi sve" (2012.)
- "Antigona" (2012.)

### Sinkronizacija
- "Potraga za Dorom" kao Dorina mama (2016.)
- "Merida hrabra" kao Elinor (2012.)
- "Hotel Transilvanija 3: Praznici počinju!" kao Erika Van Helsing (2018.)
- "Hotel Transilvanija: Transformanija" kao Erika Van Helsing (2022.)

## Vanjske poveznice
- Ksenija Pajić u internetskoj bazi filmova IMDb-u (engl.)
- Intervju iz "Nacionala" s glumicom  Arhivirana inačica izvorne stranice od 14. rujna 2008. (Wayback Machine)
- Službena stranica na "Gavelli"
- Vijest o najplaćenijoj glumici[neaktivna poveznica]